# White Lines
White Lines è una serie televisiva spagnola di 10 episodi, ideata da Álex Pina. La serie è disponibile sulla piattaforma di streaming online Netflix dal 15 maggio 2020.

## Trama
Quasi 20 anni dopo la scomparsa di Axel Collins, il suo corpo viene ritrovato nel Deserto di Tabernas vicino ad Almería. La sorella Zoe si reca sul posto per riconoscere il corpo e, quando scopre che la polizia non aprirà un'indagine sulla morte del fratello, decide di recarsi a Ibiza dove il fratello lavorava come disc jockey.

## Episodi
| Stagione       | Episodi | Pubblicazione USA | Pubblicazione Italia |
| -------------- | ------- | ----------------- | -------------------- |
| Prima stagione | 10      | 15 maggio 2020    | 15 maggio 2020       |

## Produzione
Nel luglio 2018 Netflix affidò il progetto di realizzazione della serie ad Álex Pina, ideatore già delle celebri La casa di carta e Vis a vis - Il prezzo del riscatto. Nel giugno 2019 l’intero cast prese parte alle riprese. 
Le riprese sono iniziate nel giugno 2019 alle isole Baleari e sono terminate nell’ottobre seguente.
Il 14 agosto 2020, Daniel Mays, interprete di Marcus Ward all'interno della serie, ha annunciato tramite il suo profilo social Instagram che la seconda stagione non si farà.